# Rasid Gannúsi
Rasid Gannúsi (El Hamma, 1941 –) (arabul راشد الغنوشي), tunéziai iszlamista politikus. Az 1990-es évek elejétől száműzetésben élt Londonban. 2011 elején, a tunéziai forradalom idején tért vissza hazájába. Pártja, az Ennahda (Reneszánsz) Mozgalom nagy fölénnyel nyerte meg a 2011. októberi választásokat.

## Politikai pályafutása
Egyetemi tanulmányait hazájában kezdte, majd 1964-ben Egyiptomban folytatta. A Gamal Abden-Nasszer és a tunéziai vezető, Habib Burgiba közötti politikai vita nyomán a többi tunéziai diákkal együtt távoznia kellett Egyiptomból. Tanulmányait Damaszkuszban folytatta. Szíriában tagja lett egy ottani szocialista pártnak, de később vallásosabb világnézetet tett magáévá. Diplomáját 1968-ban szerezte meg, majd egy évet a Sorbonne-on is tanult Párizsban.
Tunéziába visszatérve egy iszlám jellegű, de az erőszak elutasítására építő politikai mozgalmat alapított a társadalom megreformálása érdekében. 1981-ben letartóztatták, megkínozták és 11 évre ítélték. 1984-ben, a politikai légkör enyhülés nyomán kiengedték a börtönből, de 1987-ben újra elfogták és életfogytiglanra ítélték. 1988-ban engedték emigrációba távozni.
Szaddám Huszein politikáját támogatta, üdvözölte Kuvait elfoglalását Irak által és támogatta a „szent háborút” az Egyesült Államok ellen.
Rasid Gannúsi az emigrációból élesen bírálta Zín el-Ábidín ben Ali tunéziai elnök politikáját. A 2010 végén kezdődött tunéziai forradalom nyomán 2011 januárjában, két évtizedes londoni száműzetés után hazatért.